# 佐久創造館
佐久創造館（さくそうぞうかん）は長野県佐久市にある県有の文化芸術施設。

## 概要
1980年（昭和55年）12月6日に佐久市の駒場公園内に開館。敷地面積10,265.19m2。延面積4,875.66m2（建築面積3245.7m2）。鉄筋コンクリート造2階建て。
長野県都市公園条例第2条に基づき運営されているが、県は2023年度（令和5年度）で閉館する方針である。

## 施設
- 101号室〜105号室（101号室はスポーツ大会等に利用されている（バレーコート2面））[1]
- 201号室〜209号室（209号室内に音楽レッスン室210号室〜213号室）[1]

## 利用案内
- 開館時間 - 午前9時〜午後10時
- 休館日 - 水曜日、12月29日〜1月3日